# برایونی بوتا
برایونی بوتا (انگلیسی: Bryony Botha؛ زادهٔ ۴ نوامبر ۱۹۹۷) دوچرخه‌سوار زن پیست اهل نیوزیلند است.
وی در مسابقات کشوری و بین‌المللی در مجموع برندهٔ ۲ مدال طلا، ۵ مدال نقره، ۳ مدال برنز شده است.